# Carl Gershman
Carl Gershman (New York, 20 luglio 1943) è un diplomatico statunitense, è stato uno dei fondatori del National Endowment for Democracy insieme con Allen Weinstein; è stato presidente del NED dal 1984 al 2021.